# Rob Meijer
Robert Gerhard "Rob" Meijer (Amsterdam, 1946) is een Nederlands zanger en kunstenaar. Hij gebruikte verschillende pseudoniemen: Robbert Steijl/Steyl, Bob Style en Rob Meier.

## Loopbaan
In maart 1966 bracht Meijer onder de naam Robbert Steyl de single De Ballade van een Mens uit, waarin hij wilde afrekenen met zelfgenoegzaamheid en onverschilligheid van de mens. Hij bracht nog enkele singles uit, waarna hij ging reizen door Europa om vervolgens voor langere tijd in Berlijn neer te strijken. In Berlijn werkte hij veel samen met de Duitse muzikant Peter Henn. Henn en Meijer (alias Robbert Steyl) maakten in 1971 een Duitse versie van Get It On van T. Rex: Und sie heißt Jeannie.
In de jaren 1980 keerde Meijer terug naar Nederland. Hij streek neer in Borssele in Zeeland. Het lied Zo gaat ons leven voorbij, uitgebracht onder de naam Rob Meier, werd in augustus 1983 door radiomaker Frits Spits uitgeroepen tot Steunplaat en bezorgde Meijer verschillende televisieoptredens. De single had een notering in de Tipparade. Enkele volgende singles bleven onopgemerkt.
In 2007 verhuisde hij naar Vlissingen, waar hij naast het musiceren ook schilderde en exposeerde.